# Alon Abutbul
Alon Moni Abutbul (o Aboutboul, en hebreo: אלון מוני אבוטבול‎; 28 de mayo de 1965 - Habonim, Israel, 29 de julio de 2025) fue un actor israelí. Ganó el premio IFFI al mejor actor en el 44.º Festival Internacional de Cine de la India.

## Primeros años
Abutbul nació en Kiryat Ata, Israel, en una familia judía mizrají de Egipto y Argelia. Asistió a la Escuela Secundaria de Artes Thelma Yellin en Givatayim. Su hermano mayor es Avraham Abutbul.

## Carrera

### Cine

#### 1980s
Después de graduarse de la escuela secundaria Thelma Yellin en 1983, Abutbul apareció en la película israelí Hapnimiyah. En 1985, Abutbul protagonizó la película Bar 51 dirigida por Amos Guttman, junto a Mosko Alkalai y Smadar Kilchinsky, y participó en la película israelí Battle of the Chairmanship en la que actuó junto al popular grupo de comedia israelí HaGashash HaHiver. En 1986, Abutbul apareció en la película Malkat Hakitah.
El primer papel de Abutbul en una gran película popular fue en 1986 cuando fue elegido para la película israelí Shtei Etzbaot Mi'Tzidon, una película que tuvo lugar en la Guerra del Líbano de 1982. Por su actuación en esta película, Abutbul recibió posteriormente el premio a Mejor Actor en el Festival de Cine de Jerusalén. Ese año también actuó en la coproducción estadounidense-israelí Mil veces adiós en la que actuó junto a Gila Almagor. En 1987 Abutbul apareció en el israelí Photo Roman. Un año después, Abutbul actuó en la película israelí Makom L'Yad Hayam junto a Anat Tzachor y en la película estadounidense Rambo III junto a Sylvester Stallone.
En 1989, después de aparecer en un cortometraje llamado Ha-Kluv y en la coproducción israelí-estadounidense Streets of Yesterday, Abutbul apareció en la película israelí Ehad Mishelanu, junto a Dan Toren y Sharon Alexander. Por su actuación en la película, Abutbul recibió el premio a Mejor Actor en el Festival de Cine de Jerusalén.

#### 1990s
En 1991, Abutbul actuó en la película estadounidense Killing Streets. Un año después, en 1992, Abutbul protagonizó la película israelí Roked Al Hahof. En 1993, Abutbul actuó en la película israelí Ha-Yerusha junto a Avi Toledano. En 1993, Abutbul actuó en la película de acción estadounidense directa a vídeo Deadly Heroes dirigida por Menahem Golan en la que actuó junto a Uri Gavriel.
En 1995, Abutbul produjo la película Ha-Kochav Hakachol de Gur Bentwich, en la que interpretó el papel principal. En 1995, Abutbul actuó en la película israelí Leylasede junto a Gila Almagor y Anat Waxman, y también actuó en la película israelí Ha-Khetzi HaSheni junto a Orna Banai. En 1998, Abutbul actuó en la película para televisión israelí Mazal dagim y en la película israelí Gentila. En 1999 participó en la película israelí Love at Second Sight.

#### 2000s
En 2000, Abutbul ganó el premio al "actor de cine de la década" en el Festival Internacional de Cine de Haifa.
En 2001, Abutbul actuó en la película The Order junto a Jean-Claude Van Damme y Charlton Heston, entre otros. Ese mismo año participó en las películas israelíes Mars Turkey, y A Five Minutes Walk.
En 2003, Abutbul actuó en la película israelí Ha Asonot Shel Nina junto a Ayelet Zurer y Yoram Hatab. Por su papel en esta película, Abutbul ganó más tarde un premio Ophir al mejor actor de reparto.
En 2005, Abutbul actuó junto a Moni Moshonov y Yuval Segal en la película israelí Dance, y apareció en la película estadounidense Múnich dirigida por Steven Spielberg. En 2006, Abutbul actuó en la premiada película israelí Beaufort, dirigida por Joseph Cedar. En 2007, Abutbul actuó junto a Mili Avital y Anat Waxman en la película El pequeño tallarín dirigida por Ayelet Menahemi y protagonizó la película israelí Rak Klavim Ratzim Hofshi junto a Lior Ashkenazi, Ayelet Zurer y Assi Dayan.
En 2008, Abutbul actuó en la película israelí Shiva y en la película estadounidense Red de mentiras dirigida por Ridley Scott en la que actuó junto a Leonardo DiCaprio y Russell Crowe. En 2009, Abutbul protagonizó la película Hand of God de Yigal Burstein junto a Moshe Ivgy y Dorit Bar-Or. En julio de 2008, Abutbul y Moshe Ivgy recibieron el premio al Mejor Actor en el Festival de Cine de Jerusalén por sus papeles en esta película.

#### 2010s
En 2012, Abutbul apareció en The Dark Knight Rises, como un personaje original, el Dr. Leonid Pavel. La película se estrenó en los cines de Norteamérica el 20 de julio de 2012. En 2016, Abutbul coprotagonizó la película London Has Fallen, como el traficante de armas convertido en cerebro terrorista Aamir Barkawi, junto a Gerard Butler, Aaron Eckhart y Morgan Freeman. En 2015 participó en la película Septembers of Shiraz con Salma Hayek y Adrien Brody.

### Teatro
A lo largo de los años, Abutbul presentó muchos espectáculos teatrales, principalmente en el Teatro Habima, que incluyeron, entre otros: Hamlet, Caviar and Lentils, Blood Brothers, Closer y Forgiveness.
Abutbul también actuó en el Teatro Haifa en varias obras que incluían, entre otras, El rey Lear, Andorra, Yair y Ben-Shitrit's Baby.

### Televisión
En 1997, Abutbul actuó junto a la actriz israelí Tinker Bell y Sivan Shavit en el drama israelí A Speck on the Eyelash. En 1998, Abutbul actuó en la serie dramática israelí Campaign. Ese mismo año protagonizó junto a Rivka Michaeli la película para televisión israelí Im Hukim. Desde 1999, Abutbul comenzó a actuar en la galardonada serie dramática israelí Shabatot VeHagim, junto a Dror Keren, Merav Gruber, Lior Ashkenazi y Yael Abecassis. La serie duró cinco temporadas hasta 2004. Abutbul también dirigió un episodio de la serie.
En 2004, Abutbul participó en la película para televisión israelí Egoz. En 2005, Abutbul actuó junto a Yigal Adika en la serie dramática israelí Melanoma My Love que se emitió en el Canal 2 de Israel. En 2006, Abutbul protagonizó junto a Maya Dagan y Orna Banai la serie dramática israelí Ima'le, que se transmitió por el canal 2 de Israel.
En 2007, Abutbul participó en la tercera temporada del reality show Dancing with the Stars que se transmitió por el Canal 2 israelí y además apareció en la serie dramática israelí Lost and Found. En 2009 Abutbul participó en la tercera temporada de la telenovela israelí Ha-Alufa.
En 2010, Abutbul hizo apariciones especiales en varias series de televisión estadounidenses, incluidas NCIS, Fringe, El mentalista y Castle.
En 2012, Abutbul apareció en varias series de televisión estadounidenses más, incluidas Burn Notice y el final de la temporada 2 de Homeland.
En 2013, Abutbul hizo apariciones en la serie de AMC Low Winter Sun.
Abutbul es miembro del elenco de Snowfall, una serie de televisión producida por FX. La serie se estrenó el 5 de julio de 2017. Interpreta el personaje de Avi Drexler.
Abutbul apareció en la serie Tales of Arcadia en 3Below, donde interpretó al villano principal de la serie, el general Val Morando.
En 2020 apareció como Zev Shazam en Hawaii Five-0.

## Vida personal
Abutbul vivió en Los Ángeles con su pareja de toda la vida, la directora israelí Shir Bilya, con quien tuvo cuatro hijos.
Abutbul es el hermano menor del fallecido cantante y actor Avraham Abutbul, quien más tarde se convirtió en judío jasídico.
Abutbul fue conocido por su implicación social y política: durante las elecciones de 2006 en Israel, Abutbul apoyó al Partido Laborista Israelí. Durante ese tiempo escribió una columna especial en el portal web israelí Walla! y el popular sitio web de noticias israelí Ynet y además compuso una canción especial que trataba sobre la corrupción en la sociedad y el liderazgo israelíes.
El 29 de julio de 2025, murió por ahogamiento en la playa de Habonim en Israel a los 60 años.

## Filmografía
| Año  | Título                          | Papel                     | Notas                      |
| ---- | ------------------------------- | ------------------------- | -------------------------- |
| 1980 | Morning Star (Kohav Hashahar)   |                           |                            |
| 1983 | Hapnimiyah                      |                           |                            |
| 1985 | Bar 51                          | Aranjuez                  |                            |
| 1986 | Shtei Etzbaot Mi'Tzidon         | Georgie                   |                            |
| 1986 | Mil veces adiós                 | Joseph                    | (como Alan Abovtboul)      |
| 1986 | Malkat hakitah                  |                           |                            |
| 1986 | Kol Abuvatai                    |                           |                            |
| 1986 | Battle of the Chairmanship      |                           |                            |
| 1987 | Photo Roman                     |                           |                            |
| 1988 | Rambo III                       | Nissem                    | (como Alon Abutbul)        |
| 1988 | A Place by the Sea              |                           |                            |
| 1989 | Streets of yesterday            | Amin Khalidi              |                            |
| 1989 | Ehad Mishelanu                  |                           |                            |
| 1991 | Killing Streets                 | Abdel                     |                            |
| 1992 | Roked Al hahof                  |                           |                            |
| 1993 | Deadly Heroes                   |                           |                            |
| 1993 | Ha- Versha                      |                           |                            |
| 1995 | LeyLasede                       | Nethanel                  |                            |
| 1995 | Ha-Kochav hakachol              | Mulli                     |                            |
| 1996 | Marco Polo: The Missing Chapter | Aris                      |                            |
| 1996 | Ha-Khetzi HaSheni               | Avi                       |                            |
| 1997 | Itha L'Netza                    |                           |                            |
| 1997 | Campaign                        |                           |                            |
| 1998 | Gentila                         | Shoshana                  |                            |
| 1999 | Love at Second Sight            |                           |                            |
| 2001 | Mars Turkey                     | Reuven Shechter           |                            |
| 2001 | A Five Minutes Walk             |                           |                            |
| 2001 | The Order                       | Avram                     |                            |
| 2003 | Ha Asonot Shel Nina             | Avinoam                   |                            |
| 2005 | Múnich                          | Soldado israelí con Zamir | (como Alon Aboutbul)       |
| 2006 | The Belly Dancer                | Goldy                     |                            |
| 2007 | Beaufort                        | Kimchi                    |                            |
| 2007 | El pequeño tallarín             | Izzy Sason                |                            |
| 2007 | Rack Lavim Ratzim hofshi        |                           |                            |
| 2008 | 7 Days                          | Itamar Obayon             |                            |
| 2008 | Out of the Blue                 | Shabtai                   |                            |
| 2008 | Red de mentiras                 | Al-Saleem                 |                            |
| 2011 | Fringe                          | Dr. Armand Silva          |                            |
| 2012 | The Dark Knight Rises           | Dr. Leonid Pavel          | (como Alon Moni Aboutboul) |
| 2012 | The Dealers                     | Sagi                      |                            |
| 2013 | A Place in Heaven               | Bambi                     | (como Alon Moni Aboutboul) |
| 2013 | She is Coming Home              | Zeev                      |                            |
| 2014 | Is That You?                    | Ronnie                    |                            |
| 2015 | Septembers of Shiraz            | Mohsen                    |                            |
| 2015 | Harmonia                        | Abraham                   |                            |
| 2016 | London Has Fallen               | Aamir Barkawi             | (como Alon Moni Aboutboul) |
| 2016 | boyka: Invicto IV               | Zourab                    |                            |
| 2017 | Snowfall                        | Avi                       | (como Alon Moni Aboutboul) |
| 2018 | Beirut                          | Roni Niv                  | (como Alon Moni Aboutboul) |
| 2018 | Noble Savage                    | Yom Tov                   |                            |
| 2021 | Lansky                          | Yoram Alroy               |                            |
| 2022 | MK Ultra                        | Townsend                  |                            |